# 小沢まゆ
小沢 まゆ（おざわ まゆ、1980年8月22日-）は日本の女優。熊本県出身。血液型はO型。

## 来歴・人物
1980年8月22日、熊本県に生まれる。
高校在学中、地元九州でモデル活動を開始。卒業後、上京。大学で英文学を学ぶ。
1999年、『少女～an adolescent』の主役オーディションに合格。銀幕デビューを果たす。なお、これ以前にも奥田瑛二が監督を務めた九州限定のCMに出演したことはある。
2017年1月29日、第2回熊本復興支援チャリティ映画会(東京都世田谷区）でトークショーを行う。
血液型はO型。身長165cm。
特技は日本舞踊、ゴスペル、バスケットボール、バトントワリング。趣味は映画・演劇鑑賞、読書、料理。英検2級の所持者である。

### 私生活
一般男性と結婚し出産。2児の母。

## 主な出演作品

### 映画
- 少女～an adolescent（2001年9月29日、奥田瑛二監督） - 陽子 役(主演)[5][6]

第42回テッサロニキ国際映画祭(42nd　Thessaloniki International Film Festival)、アカデミー最優秀女優部門受賞(Academy Award for Best Actress)
第17回パリ映画祭(17th Festival de PARIS)、アカデミー最優秀女優部門受賞(Academy Award for Best Actress)
第7回ロシア国際映画祭(7th Russian International Film Festival "Faces of Love")、アカデミー最優秀女優部門受賞(Academy Award for Best Actress)
- るにん（2004年、奥田瑛二監督） - お千代 役
- 古奈子は男選びが悪い（2006年、前田弘二監督） - 古奈子 役(主演)
- ゲームマスター（2016年、石井良和監督）[7]
- いっちょんすかん（2018年、行定勲監督）[8]
- 左様なら（2018年、石橋夕帆監督） - 瀬戸夏実 役(友情出演)[9]
- びびのゆくえ（2020年、小谷忠典監督）
- 私もただの女の子なんだ（2021年、YP監督） - 母親役
- サッドカラー（2022年、髙橋栄一監督） - ミヤ役
- 迷い家（2022年、中泉裕矢監督） - 瀬戸成美役
- 天地のかなた（2022年、タイム涼介監督） - 夏野はるか役
- 除霊女（2022年、髙橋栄一監督） - シホミ役
- たまらん坂（2022年、小谷忠典監督） - みずき役
- DEATH DAYS（2022年、長久允監督） - 仲川ひなた役
- 彼女たちの話（2022年、野本梢監督） - 桜木百合役
- 夜のスカート（2022年、小谷忠典監督） - 菊地実佳役
- こいびとのみつけかた（2023年、前田弘二監督）[10]
- ホゾを咬む（2023年、高橋栄一監督）[11]
- サンパギータ（2024年公開予定、三室力也監督、小池樹里杏監督）[12]
- レイニーブルー（2025年公開予定、柳明日菜監督）[13]
- わたしかもしれない（仮題）（2025年公開予定、野本梢監督）[14]
- 星野先生は今日も走る（2026年度公開予定、相馬雄太監督）[15]

### テレビドラマ
- 飛鳥へ、そしてまだ見ぬ子へ（2005年10月10日、フジテレビ系）[16]
- FODオリジナルドラマ「乃木坂シネマズ～STORY of 46～」第7話『嗚呼！素晴らしきチビ色の人生』母親役（2020年、フジテレビ）
- SUPER RICH 第7話 - （2021年11月25日 - 、フジテレビ）

### 配信ドラマ
- 悪魔はそこに居る（2023年、Paravi）

### 舞台
- 白い病（2024年6月12日 - 13日、南青山MANDALA）[17]

### CM
- 大劇グループ
- ソニー「PSX」（2003年）
- フィリップス「ヌードルメーカー」（2015年）

### ラジオ
- FMうらら「ジェネレーションギャップ」（～2018年3月）
- かつしかFM「小沢まゆのほっとプラスシネマ」（2018年4月～）